# Lijst van uitgestorven kattenrassen
Hieronder staat een lijst van uitgestorven kattenrassen.

## Lijst
| Ras                            | Herkomst                     | Rassoort                                              | Bouw      | Vacht    | Vachtkleur/patroon             | Voorbeeld |
| ------------------------------ | ---------------------------- | ----------------------------------------------------- | --------- | -------- | ------------------------------ | --------- |
| Canadian Hairless              | Canada                       | Mutatie, grondlegger van Sphynx                       | gemiddeld | naakt    | alles                          |           |
| Chantilly, Tiffany             | Verenigde Staten             | Natuurlijk                                            | fors      | halflang | alles                          |           |
| Dutch rex                      | Zaandam, Nederland           | Mutatie                                               | gemiddeld | Rex kort | alles                          |           |
| Mexican Hairless, Azteekse kat | Centraal-Amerika             | Mutatie van haarloosheid                              | gemiddeld | naakt    | Creme, bruin of grijs          |           |
| Ojos azules                    | New Mexico, Verenigde Staten | Mutatie van blauwe ogen (niet gelinkt aan vachtkleur) | gemiddeld | kort     | alles (met 1 of 2 blauwe ogen) |           |
| Ohio Rex                       | Ohio, Verenigde Staten       | Mutatie                                               | gemiddeld | Rex kort | alles                          |           |
| Sumxu, Chinese hangoorkat      | China                        | Mutatie                                               | gemiddeld | halflang | zwart, rood of creme           |           |
| Zwitserse bergkat              | Zwitserland                  | Natuurlijk                                            | gemiddeld | kort     | kastanjebruin                  |           |